# Aeroportul Bima
Aeroportul Bima (IATA: BMU, ICAO: WADB) este un aeroport din Nusa Tenggara Barat⁠(d), Indonezia ce deservește zona Bima⁠(d). Aeroportul a fost tranzitat în 2018 de 378.931 de pasageri. A fost numit după zona deservită.
Situat la o altitudine de 2 m, aeroportul dispune de o singură pistă.